# قوتشمي (مقاطعة إسلام آباد غرب)
قوتشمي (بالفارسية: قوچمی) هي قرية تقع في كرمانشاه في إيران. يقدر عدد سكانها بـ 325 نسمة بحسب إحصاء 2016.